# جوزيف غيرستمان
جوزيف غيرستمان (بالألمانية: Josef Gerstmann)‏ هو طبيب أعصاب نمساوي.